# زوئی سالدانا
زوئی یادیرا سالدانا-پرگو (انگلیسی: Zoe Yadira Saldaña-Perego؛ زادهٔ ۱۹ ژوئن ۱۹۷۸) بازیگر آمریکایی  برنده جایزه اسکار است. او که بیشتر برای ایفای نقش در مجموعهٔ فیلم‌های علمی-تخیلی شناخته شده است، تنها بازیگری است که در چهار فیلم از شش فیلم پرفروش تاریخ شامل آواتار (۲۰۰۹)، انتقام‌جویان: جنگ ابدیت (۲۰۱۸)، انتقام‌جویان: پایان بازی (۲۰۱۹) و آواتار: راه آب (۲۰۲۲) حضور داشته است. فیلم‌های او بیش از ۱۳ میلیارد دلار در سراسر جهان فروش داشته که او را به یکی از بازیگران پرفروش گیشه در تاریخ تبدیل کرده است. مجلهٔ تایم در سال ۲۰۲۳ او را یکی از ۱۰۰ شخص تأثیرگذار در جهان نامید.
سالدانا حرفهٔ بازیگری خود را در سال ۱۹۹۹ با بازی در دو قسمت از مجموعهٔ نظم و قانون آغاز کرد. او که یک رقصنده حرفه‌ای بود، نخستین نقش سینمایی خود را در فیلم جایگاه چشمگیر (۲۰۰۰) در نقش یک رقصنده باله تجربه کرد و با بازی در مقابل بریتنی اسپیرز در فیلم چهارراه (۲۰۰۲) به شهرت رسید. موفقیت حرفه‌ای او با بازی در مجموعهٔ فیلم‌های علمی-تخیلی اتفاق افتاد که با ایفای نقش نیوتا اهورا در پیشتازان فضا و نایتیری در آواتار آغاز شد و با نقش گامورا در دنیای سینمایی مارول ادامه یافت. سالدانا در سال ۲۰۲۴ در فیلم جنایی موزیکال امیلیا پرز ایفای نقش کرد و برندهٔ جایزه بهترین بازیگر زن جشنواره کن و جایزه گلدن گلوب بهترین بازیگر نقش مکمل زن و جایزه اسکار بهترین بازیگر نقش مکمل زن شد.

## اوایل زندگی

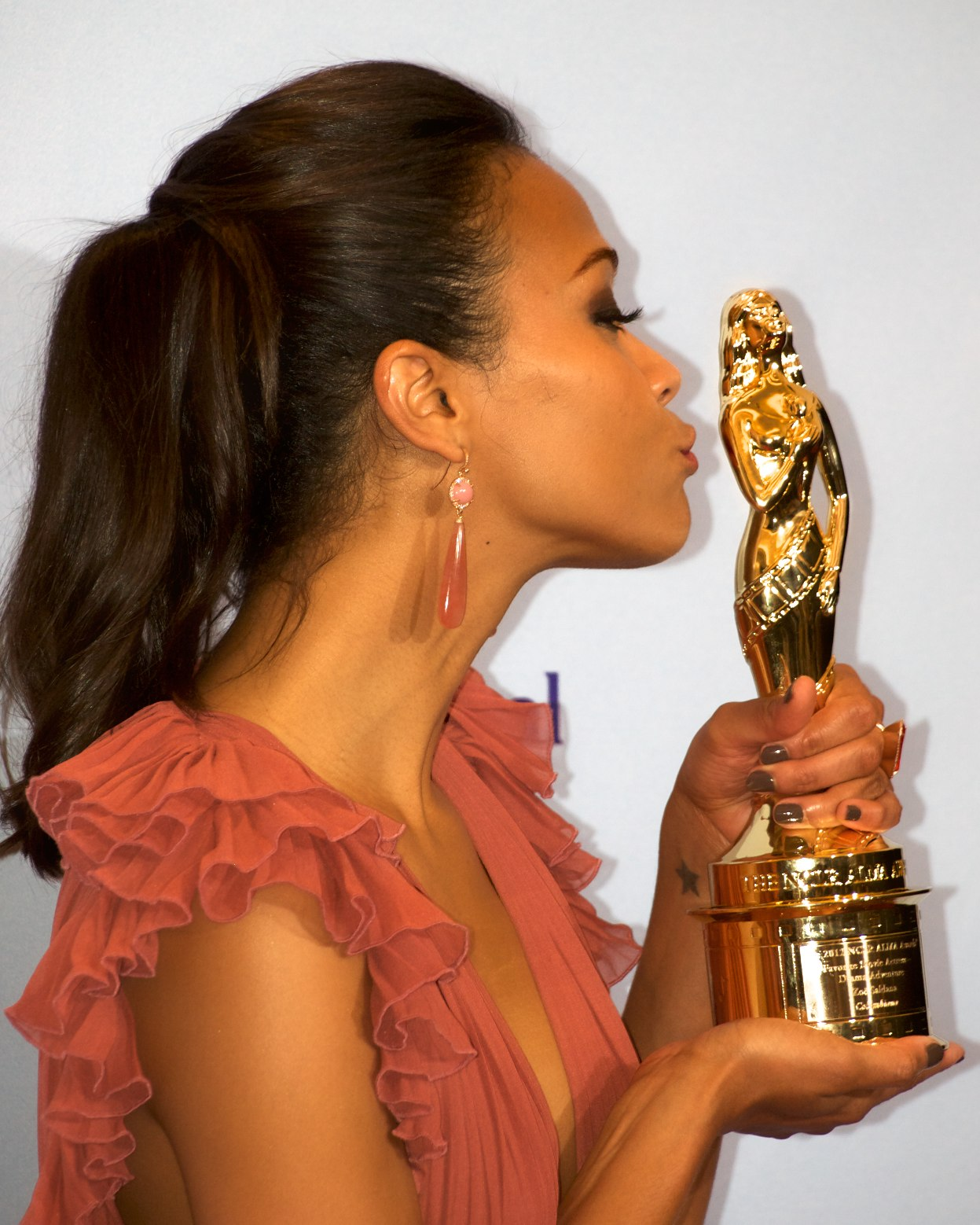
زوئی سالدانا در سیزدهمین جوایز آلما، ۲۰۱۲

سالدانیا در ۱۹ ژوئن ۱۹۷۸ در پاسائیک، نیوجرسی به دنیا آمد. بیشتر دوران کودکی او در جکسن هایتس، کویینز، نیویورک سپری شد. سالدانیا دوزبانه بزرگ شد و انگلیسی و اسپانیایی صحبت می‌کرد. او دو خواهر به نام‌های سیسلی و ماریل دارد. پدر آنها در یک سانحه رانندگی در حوالی نهمین سالگرد تولد زویی درگذشت و او به همراه خانواده‌اش به جمهوری دومینیکن نقل مکان کرد.
او توسط ناپدری‌اش داگوبرتو گالان بزرگ شد. پدر بیولوژیکی او آریدیو سالدانیا اهل دومینیکن بود و مادرش، آزالیا نازاریو، پورتوریکویی است.
سالدانیا در دومینیکن به رقص علاقه‌مند شد و در آکادمی آموزش رقص ثبت‌نام کرد. او باله را به عنوان رقص مورد علاقه خود توصیف کرد. سالدانیا در مصاحبه‌ای با ونتی فر اعلام کرد که رقص باله را رها کرد زیرا غرور و جاه‌طلبی زیادی داشت تا فقط در رقصندگان کر باشد. او پس از سال دوم تحصیلی‌اش در دبیرستان نیوتاون به همراه خانواده‌اش به نیویورک بازگشت.
در سال ۱۹۹۵، سالدانیا همراه با گروه تئاتری در بروکلین که از طریق موضوعاتی مانند سوءمصرف مواد و رابطه جنسی در نوجوانی پیام‌های مثبتی را برای نوجوانان ارائه می‌کرد، اجرا کرد. در طی این سال‌ها او در تئاتر جوانان نیویورک شرکت می‌کرد. حضور او در نمایش جوزف و کت رؤیایی تکنی‌کالر شگفت‌انگیز موجب شد تا آژانس استعدادیابی او را استخدام کند. تجربه بازیگری و رقص به او کمک کرد تا نخستین تجربه سینمایی خود را در فیلم جایگاه چشمگیر (۲۰۰۰) در نقش یک دانشجوی باله کسب کند.

## زندگی شخصی

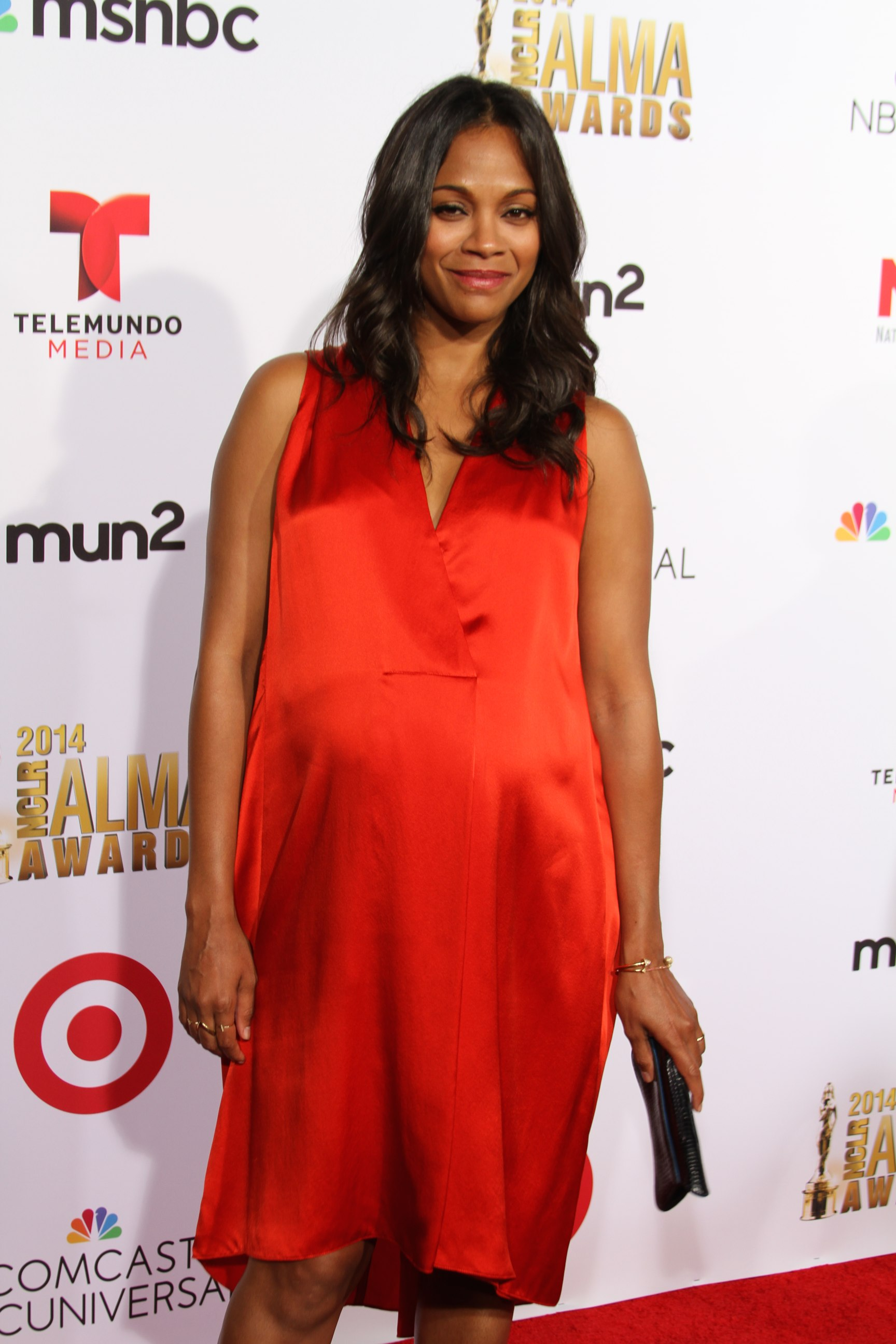
سالدانیا در جوایز آلما ۲۰۱۴ در حالیکه باردار بود.

در ژوئن ۲۰۱۰، سالدانیا با دوست‌پسر دیرینه خود، کیت بریتون نامزد کرد. در نوامبر ۲۰۱۱، او و بریتون اعلام کردند که پس از یازده سال از یکدیگر جدا شده‌اند. از دسامبر ۲۰۱۱ تا ژانویه ۲۰۱۳، سالدانیا با بردلی کوپر قرار می‌گذاشت.
در مارس ۲۰۱۳، سالدانیا با هنرمند ایتالیایی، مارکو پرگو وارد رابطه شد. آن‌ها در ژوئن ۲۰۱۳ در لندن ازدواج کردند. او در ژوئیه ۲۰۱۵ اعلام کرد که نام‌خانوادگی‌اش به سالدانیا-پرگو و همسرش نام‌خانوادگی خود را به پرگو-سالدانیا تغییر داده است. سالدانیا و پرگو سه پسر دارند، دوقلوهایی که در نوامبر ۲۰۱۴ به دنیا آمدند و فرزند سوم آن‌ها که در فوریه ۲۰۱۷ متولد شد.
در ژوئیه ۲۰۱۶، سالدانیا در مصاحبه‌ای اعلام کرد که او به همراه مادر و خواهرش به بیماری تیروئیدیت هاشیموتو مبتلا هستند. برای مقابله با اثرات بیماری، او و همسرش از یک رژیم غذایی فاقد گلوتن و لبنیات پیروی می‌کنند.
سالدانیا چپ‌دست است. او در سال ۲۰۱۵ در روز جهانی چپ‌دست‌ها در توییتی از جنبش چپ‌دست‌ها حمایت کرد.
در سال ۲۰۱۷، سالدانیا پلتفرم رسانه‌ای دیجیتال بی‌ئی‌اس‌ئی را با هدف مبارزه با «کمبود تنوع نژادی در رسانه‌های جریان اصلی» و «توجه به داستان‌های مثبت جامعه لاتین» تأسیس کرد.

## فیلم‌شناسی

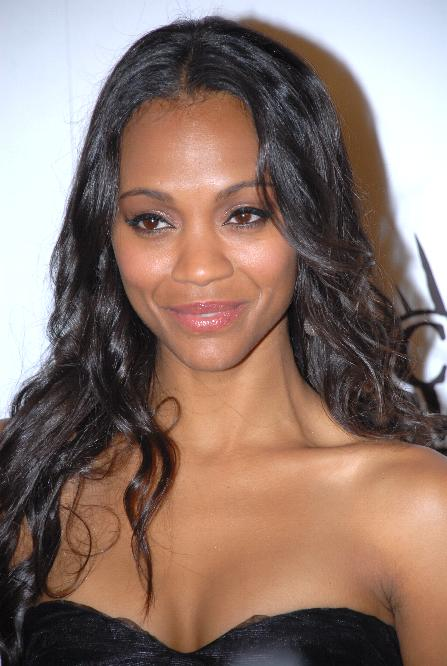
ساندانیا در مراسم جوایز سالانه مجله هالیوود لایف سال ۲۰۰۷

### فیلم
| سال  | عنوان                                    | نقش               | یادداشت |
| ---- | ---------------------------------------- | ----------------- | ------- |
| ۲۰۰۰ | جایگاه چشمگیر                            | اوا               |         |
| ۲۰۰۱ | تمومش کن                                 | مگی               |         |
| ۲۰۰۲ | چهارراه                                  | کیت               |         |
| ۲۰۰۳ | دزدان دریایی کارائیب: نفرین مروارید سیاه | آناماریا          |         |
| ۲۰۰۴ | ترمینال                                  | دولورس            |         |
| ۲۰۰۴ | پناهگاه                                  | آندره‌آ            |         |
| ۲۰۰۵ | حدس بزنید چه کسی                         |                   |         |
| ۲۰۰۵ | صورت فلکی                                | رزا               |         |
| ۲۰۰۷ | بعد از سکس                               | کت                |         |
| ۲۰۰۸ | نقطه برتری                               | آنجی جونز         |         |
| ۲۰۰۹ | پیشتازان فضا                             | نیوتا اهورا       |         |
| ۲۰۰۹ | شکاک                                     | کیسی              |         |
| ۲۰۰۹ | آواتار                                   | نایتیری           |         |
| ۲۰۱۰ | بازنده‌ها                                 | آیشا              |         |
| ۲۰۱۰ | سارقان                                   | لیلی              |         |
| ۲۰۱۱ | کلمبیانا                                 | کاتالیا           |         |
| ۲۰۱۲ | کلمات                                    | دورا              |         |
| ۲۰۱۳ | پیوندهای خونی                            | ونسا              |         |
| ۲۰۱۳ | پیشتازان فضا به‌سوی تاریکی                | نیوتا اهورا       |         |
| ۲۰۱۳ | خارج از کوره                             | لنا               |         |
| ۲۰۱۴ | وحدت                                     | راوی              | مستند   |
| ۲۰۱۴ | خرس همیشه قطبی                           | مگی               |         |
| ۲۰۱۴ | نگهبانان کهکشان                          | گامورا            |         |
| ۲۰۱۴ | کتاب زندگی                               | ماریا             | صداپیشه |
| ۲۰۱۶ | فراتر از پیشتازان فضا                    | نیوتا اهورا       |         |
| ۲۰۱۶ | تا شب زنده بمان                          | گراسیلا           |         |
| ۲۰۱۷ | نگهبانان کهکشان بخش ۲                    | گامورا            |         |
| ۲۰۱۷ | من غول می‌کشم                             | خانم موله         |         |
| ۲۰۱۷ | فیلم پونی کوچولو                         | کاپیتان           | صداپیشه |
| ۲۰۱۸ | انتقام‌جویان: جنگ ابدیت                   | گامورا            |         |
| ۲۰۱۹ | حلقه گمشده                               | آدلینا            | صداپیشه |
| ۲۰۱۹ | انتقام‌جویان: پایان بازی                  | گامورا            |         |
| ۲۰۲۰ | خون‌آشام‌ها در برابر برانکس                | بکی               | کامئو   |
| ۲۰۲۱ | ویوو                                     | رزا               | صداپیشه |
| ۲۰۲۲ | پروژه آدام                               | لورا              |         |
| ۲۰۲۲ | آمستردام                                 | ایرما             |         |
| ۲۰۲۲ | آواتار: راه آب                           | نایتیری           |         |
| ۲۰۲۳ | نگهبانان کهکشان بخش ۳                    | گامورا            |         |
| ۲۰۲۴ | امیلیا پرز                               | ریتا مورا کاسترو  |         |
| ۲۰۲۵ | الیو                                     | اولگا سولیس (صدا) |         |
| ۲۰۲۵ | آواتار ۳                                 | نایتیری           |         |
| ۲۰۲۹ | آواتار ۴                                 | نایتیری           |         |

### تلویزیون
| سال  | عنوان                           | نقش        | یادداشت |
| ---- | ------------------------------- | ---------- | ------- |
| ۱۹۹۹ | نظم و قانون                     | بلینکا     | ۲ قسمت  |
| ۲۰۰۴ | نظم و قانون: واحد قربانیان ویژه | گابریل وگا | ۱ قسمت  |
| ۲۰۱۳ | کمدی بنگ! بنگ!                  | خودش       | ۱ قسمت  |